# Gommegnies
Gommegnies är en kommun i departementet Nord i regionen Hauts-de-France i norra Frankrike. Kommunen ligger i kantonen Le Quesnoy-Ouest som tillhör arrondissementet Avesnes-sur-Helpe. År 2022 hade Gommegnies 2 272 invånare.

## Befolkningsutveckling
Antalet invånare i kommunen Gommegnies
| Referens: INSEE |